# Уорик (Квинсленд)

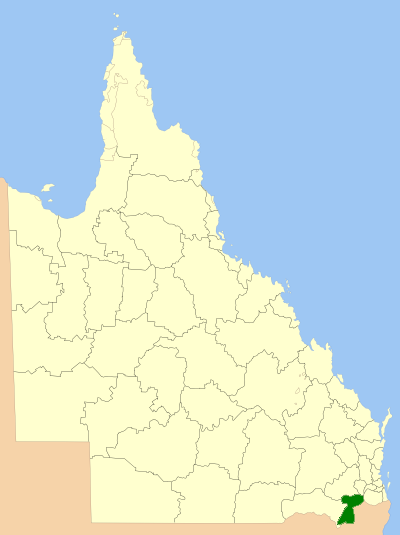
Расположение района

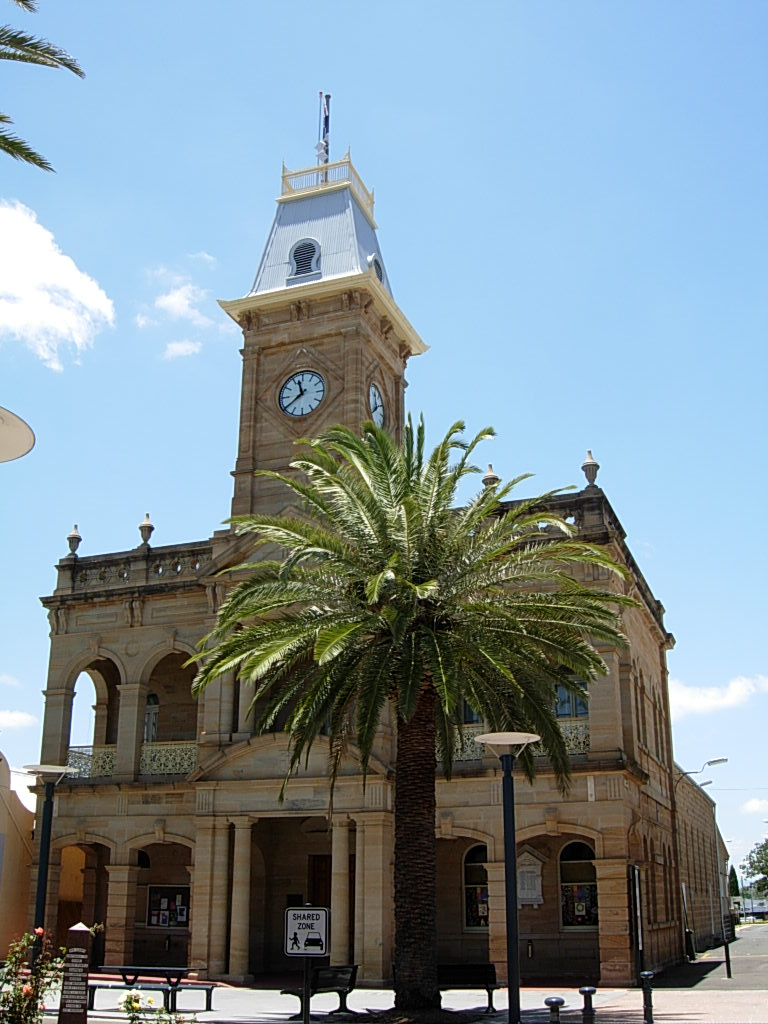
Здание мэрии города Уорик

Уорик (англ. Warwick) — небольшой город в юго-восточной части австралийского штата Квинсленд, центр района Саутерн-Даунс (англ. Southern Downs). Население города по оценкам на 2006 год составляло примерно 12,5 тысяч человек, а население всего района — 34,6 тысячи человек (2008 год). Ближайший крупный город — Брисбен (расположен в 130 километрах на северо-востоке). Окружающие Дарлинг-Даунс способствовали развитию сильной сельскохозяйственной промышленности, для которой Уорик вместе с более крупным городом Тувумба служат удобными центрами обслуживания.  По состоянию на июнь 2018 года городское население города составляло 15 380 человек, оно немного сократилось в среднем на -0,15% в годовом исчислении за предыдущие пять лет.